# Monte Seebeck
Il Monte Seebeck (in lingua inglese: Mount Seebeck) è una vetta antartica situata proprio alla testa del Ghiacciaio Roe, nelle Tapley Mountains, catena montuosa che fa parte dei Monti della Regina Maud, in Antartide. 
Fu mappato dalla United States Geological Survey (USGS) sulla base di ispezioni in loco e di foto aeree scattate dalla U.S. Navy nel periodo 1960-64.
La denominazione è stata assegnata dall'Advisory Committee on Antarctic Names (US-ACAN) in onore di Richard L. Seebeck, ingegnere alla Stazione McMurdo durante la sessione invernale del 1962.